# Allonectella
Allonectella is een geslacht van schimmels behorend tot de familie Nectriaceae. De typesoort is Allonectella rubescens.

## Soorten
Het bevat twee soorten (peildatum maart 2023):
| Soortnaam                | Auteur(s)       | Publicatiejaar |
| ------------------------ | --------------- | -------------- |
| Allonectella guaranitica | (Speg.) Rossman | 1979           |
| Allonectella rubescens   | Petr.           | 1950           |